# 民園麵家
22°16′59″N 114°09′09″E / 22.283107°N 114.152579°E
民園麵家，為一間位於香港中環的中式餐館，主要銷售品為現煮的牛腩麵、雲吞麵。:1402005年牌照到期而出現了保存大牌檔運動，立法會因此檔而於2008年修法更改了牌照繼承條件。

## 歷史與特色
民園麵家由黃姓業主成立於20世紀早期，原是街邊的大牌檔，曾位於荷李活道、鴨巴旬街交界處營業。1982年，遷移至伊利近街與荷李活道交界的轉角處營業。由李姓業主經營的「玉葉甜品」大排檔於1990年搬遷至南側，李姓與黃姓兩家族的排檔相鄰成為既有麵食又有甜品的大排檔。2005年5月，民園麵家因持牌人過世，麵家業主無法繼承牌照必須結束營業。當時香港的大排檔僅存三十家，民間出現保存運動，主張民園麵家為傳統飲食大牌檔文化的一部分。民主黨多位區議員如甘乃威與阮品強等人參與了保存運動，籲請政府當局行使酌情權，准許民園麵家的經營者繼承街上熟食檔的牌照，在原址繼續營業，此提議未獲採納，民園麵家終於7月底結業。香港文化博物館與業主商討之後，發現牌檔的器具與建築設施時常更換，認定歷史價值不高，無意完整保存整個牌檔。而康樂及文化事務署派員取得民園麵家長年使用且寫有食品牌價的鏡屏當作文物典藏。
2005年12月，李姓業主租下伊利近街對面的店鋪恢復營業，香港旅遊發展局主席周梁淑怡及立法議員張宇人到場致意。
民園麵家的保育運動，促使了立法會修改條例，於2008年起容許大牌檔牌照於持牌人離世後由非直系親屬繼承。

## 結業
2015年12月，傳媒報道指因店主夫婦年紀老邁，希望退休，加上子女無意繼承，決定2016年3月結業。